# Volkswagen Airservice
Volkswagen AirService GmbH ist ein Lufttransportdienstleister mit Sitz am Flughafen Braunschweig-Wolfsburg und ein hundertprozentiges Tochterunternehmen der Volkswagen AG.
Die früher auf den Cayman Islands als Lion Air Services registrierte Fluggesellschaft besitzt ein deutsches Luftverkehrsbetreiberzeugnis mit einem Höchstabfluggewicht von über 10 Tonnen. Die Ummeldung des Unternehmens wurde auf Grund der neuen EU-Verordnung über den „nichtgewerblichen Betrieb von technisch komplizierten motorgetriebenen Luftfahrzeugen“ („Teil-NCC“) notwendig.

## Aufgabenbereich
Nach einem Bericht des Spiegel werden neben Flügen mit dienstlichem Hintergrund von Wolfsburg aus zu den diversen Produktionsstätten auf der ganzen Welt auch Shuttle-Services am Wochenende für hochgestellte Mitarbeiter durchgeführt, vor allem „alle Konzernvorstände, viele Vorstände der zwölf Marken sowie etliche Generalbevollmächtigte laut ihren Verträgen“.
Das Unternehmen war von 1995 bis 2017 auf den Cayman Islands eingetragen. Dies geschah laut Volkswagen nicht aus steuerlichen, sondern aus Sicherheitsgründen, da der Halter der Luftfahrzeuge nicht sofort erkennbar war. Seit November 2017 sind alle Maschinen wieder in Deutschland registriert.

## Flotte

### Aktuelle Flotte
Mit Stand September 2024 besteht die Flotte der Volkswagen AirService aus sechs Geschäftsreiseflugzeugen.
| Flugzeugtyp        | aktiv | bestellt | Luftfahrzeugkennzeichen |
| ------------------ | ----- | -------- | ----------------------- |
| Dassault Falcon 8X | 2     |          | D-AGBA, D-AGBB          |
| Dassault Falcon 7X | 2     |          | D-AGBF, D-AGBH          |
| Pilatus PC-24      | 2     |          | D-CVAA, D-CVAB          |
| Gesamt             | 6     | -        |                         |

### Ehemalige Flugzeugtypen
Aufgrund des als „Dieselgate“ bezeichneten Abgasskandals, der im September 2015 bekannt wurde, beschloss VW, die Flotte zu verkleinern. Verkauft wurde ein Airbus A319CJ. Dieser ging an die Lufthansa Technik, die ihn für den Einsatz als Open-Skies-Beobachtungsflugzeug für die Flugbereitschaft des Bundesministeriums der Verteidigung bis 2019 umbaute; dort trägt er nunmehr das militärische Kennzeichen 15+03.
- 1 Airbus A319CJ
- 2 Dassault Falcon 900EX (VP-CGE, VP-CLB)